# Pyrethrum abrotanifolium
Pyrethrum abrotanifolium là một loài thực vật có hoa trong họ Cúc. Loài này được Bunge ex Ledeb. miêu tả khoa học đầu tiên năm 1845.